# 道の駅紀州備長炭記念公園
道の駅紀州備長炭記念公園（みちのえき きしゅうびんちょうたんきねんこうえん）は、和歌山県田辺市秋津川にある和歌山県道29号田辺龍神線にある道の駅である。

## 概要
紀州備長炭の発祥の地である田辺市秋津川に位置し、園内には炭焼きの実演、発見館では木炭の歴史などを展示。また、備長炭グッズを多数販売しており、予約すれば公園内で、バーベキューもできる。

## 施設
- 駐車場
  - 普通車：17台
  - 大型車：3台
  - 身障者用駐車場：1台
- トイレ
  - 男：大2・小4
  - 女：5
  - 身障者用：1
- 公衆電話
- 休憩コーナー「備長の郷」
- 情報コーナー
- 物産物販売コーナー
- 紀州備長炭発見館（有料：一般210円、小・中・高校生100円）
- バーベキュー施設
- ビオトープ施設「水辺の森」

### 管理団体
- 田辺市

## 休館日
- 毎週水曜日（祝日の場合、翌日）
- 年末年始

## アクセス
- 和歌山県道29号田辺龍神線 - 登録路線
  - 和歌山県道30号田辺印南線

## 周辺
- 右会津川
- 奇絶峡
- ひき岩群
- 天神崎